# درويشان (أيل تيمور)
درویشان (بالفارسية: درویشان) هي قرية تقع في إيران في أذربيجان الغربية. يقدر عدد سكانها بـ 246 نسمة بحسب إحصاء 2016.